# Keinton Mandeville
Keinton Mandeville is een civil parish in het bestuurlijke gebied South Somerset, in het Engelse graafschap Somerset met 1068 inwoners.